# Irma Thesleff
Irma Paula Nathalia Thesleff, född Saxén 24 juli 1948 i Helsingfors, är en finländsk tandläkare och utvecklingsbiolog.
Thesleff är specialist i tandreglering och blev odontologie doktor 1975, professor i odontologi och ortodonti vid Helsingfors universitet 1990, forskningschef vid dess biotekniska institut 1996 och var akademiprofessor 1998–2003. Hennes skrifter behandlar främst tandreglering. Hon tilldelades Anders Jahres medicinska pris 1999, är odontologie hedersdoktor vid Göteborgs, Leidens och Köpenhamns universitet samt tilldelades akademikers titel 2014. Sedan 1994 är hon ledamot av Finska Vetenskapsakademien och sedan 2005 av Finska Vetenskaps-Societeten.